# Псевдолисици
Псевдолисиците (Lycalopex, Pseudalopex) или Лисици зоро (на испански: zorro - лисица) са род бозайници от семейство Кучеви. Той включва шест вида лисици, обитаващи Южна Америка. Въпреки че се наричат лисици, представителите на някои от видовете по външен вид наподобяват на кучета и вълци.

## Класификация
- Род Lycalopex (Pseudalopex) – лисици зоро, псевдолисици
  - Вид Lycalopex culpaeus – Кулпео, андска лисица, южноамерикански чакал, магеланово куче, патагонска лисица.
  - Вид Lycalopex griseus – Аржентинска сива лисица, патагонска сива лисица
  - Вид Lycalopex fulvipes – Лисица на Дарвин
  - Вид Lycalopex gymnocercus – Пампасна лисица, парагвайска лисица
  - Вид Lycalopex vetulus – Бразилска сребърна лисица
  - Вид Lycalopex sechurae – Сечуранска лисица, перуанска пустинна лисица